# Kabupaten de Sumedang
Le kabupaten de Sumedang, en indonésien Kabupaten Sumedang, est un kabupaten d'Indonésie situé dans la province de Java occidental.

## Géographie
La ville de Sumedang est située au pied du volcan Tampomas (1 684 m).

## Histoire
Au XVIe siècle, Sumedang était une principauté alliée du royaume sundanais de Pajajaran, qui tombe en 1579 sous les coups du royaume musulman de Banten. En 1580 le prince Geusan Ulun, hindouiste, se fait passer pour un élève en religion et est admis au palais du roi musulman de Cirebon, le Panembahan Ratu. Il s'enfuit alors avec la jeune reine Harisbaya, la ramène dans son palais et l'épouse.
En 1628 Dipati Ukur, prince de Banyumas et de Sumedang, à la tête d'une armée de 6 000 hommes, attaque Batavia, fondée en par les Néerlandais de la VOC (Compagnie néerlandaise des Indes orientales) sur les ruines de Jayakarta qu'ils avaient conquises en 1619. Devant la supériorité technique des Néerlandais, Ukur doit battre en retraite. Les Néerlandais se lancent dans une traque et finiront par capturer le prince. Ils le livrent au Sultan Agung du royaume de Mataram, qui le fera décapiter.

### Les regenten

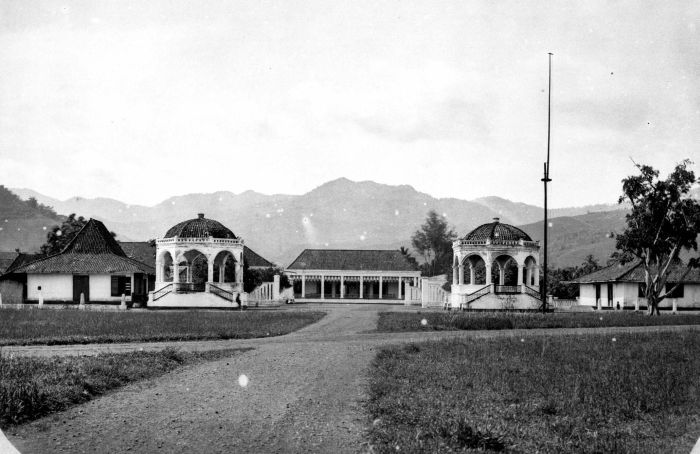
La demeure du regent de Sumedang (fin du XIXe siècle)

## Culture
Le musée Prabu Geusan Ulun abrite une collection d'armes traditionnelles sundanaises ainsi que la couronne des princes de Sumedang et d'autres bijoux de la famille princière.
Pour les Indonésiens, la ville est connue pour son tahu Sumedang, beignets de tofu (fromage de soja).

## Lesbupatides époques de Mataram et coloniale
Jusque dans les années 1950, les bupati étaient des membres de la famille princière de Sumedang dont plusieurs portaient le titre de Pangeran, c'est-à-dire "Prince".

### Mataram
- Pangeran Suriadiwangsa / Rangga Gempol I 1601 – 1625
- Pangeran Rangga Gede / Kusumahdinata IV 1625 – 1633
- Raden Bagus Weruh / Pangeran Rangga Gempol II. 1633 – 1656
- Pangeran Panembahan / Rangga Gempol III 1656 - 1706

### VOC
- Dalem Adipati Tanumadja. 1706 – 1709
- Pangeran Karuhun / Rangga Gempol IV 1709 – 1744
- Dalem Istri Rajaningrat 1744 – 1759
- Dalem Adipati Kusumadinata VIII / Dalem Anom. 1759 - 1761
- Dalem Adipati Surianagara II 1761 - 1765
- Dalem Adipati Surialaga. 1765 – 1773
- Dalem Adipati Tanubaya 1773 – 1775
- Dalem Adipati Patrakusumah 1775 – 1789
- Dalem Aria Sacapati. 1789 – 1791

### Gouvernement néerlandais: lesregent

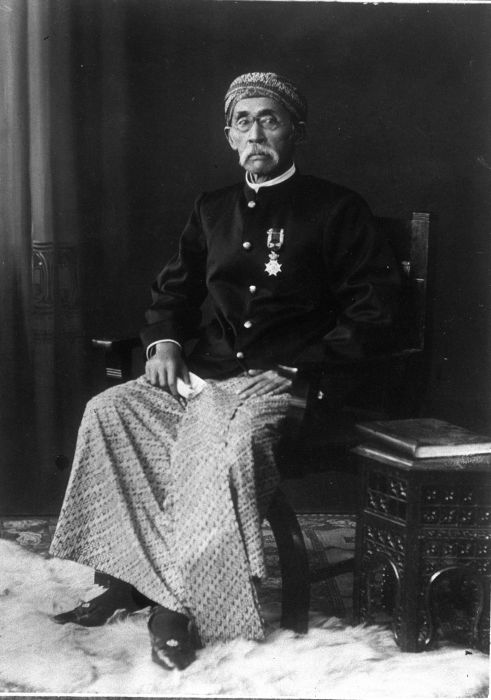
Le prince Soeriaatmadja, regent de Sumedang (1882 – 1919), également connu sous le nom de "Pangeran Mekkah"

- Pangeran Kusumadinata IX ou Pangeran Kornel 1791 – 1828
- Dalem Adipati Kusumayuda ("Dalem Ageung") 1828 – 1833
- Dalem Adipati Kusumadinata X ("Dalem Alit") 1833 – 1834
- Tumenggung Suriadilaga ("Dalem Sindangraja") 1834 – 1836
- Pangeran Suria Kusumah Adinata ("Pangeran Sugih") 1836 – 1882
- Pangeran Aria Soeriaatmadja ("Pangeran Mekkah") 1882 – 1919
- Dalem Adipati Aria Kusumadilaga ("Dalem Bintang") 1919 – 1937
- Tumenggung Aria Suria Kusumahdinata ("Dalem Aria") 1937 – 1946